# جيمي دويل
جيمي دويل (بالإنجليزية: Jamie Doyle)‏ (1 أكتوبر 1961 بغلاسكو في المملكة المتحدة - ) هو لاعب كرة قدم بريطاني في مركز الوسط. شارك مع منتخب اسكتلندا تحت 21 سنة لكرة القدم. أما مع النوادي، فقد لعب مع نادي بارتيك ثيسل ونادي دمبرتون ونادي ماذرويل وجلينفتون أثلتيك ‏ ورابطة كرة القدم الاسكتلندية الحادية عشر ‏.

## وصلات خارجية
- جيمي دويل على موقع قاعدة بيانات كرة القدم.إي يو (الإنجليزية)